# Универзитет у Зеници
Универзитет у Зеници је државни универзитет у Зеници. Основан је током 2000. године, када су се факултети у Зеници који су радили у склопу Универзитета у Сарајеву одвојили.

## Историја
Историја високог школства у Зеници почиње 1959. године када је основана Висока техничка школа металуршке струке. У току 1959. и 1960. године интензивно се радило на оснивању факултета, а одлуком Народног одбора среза Зеница и потврдом ове одлуке од стране Извршног вијећа НРБиХ 1961. године Висока техничка школа прераста у Металуршки факултет у Зеници у склопу Универзитета у Сарајеву.
На оснивање другог зеничког факултета се чекало до 1977. године. Дана 31. марта те године је, одлуком Радничког савјета Заједнице основних организација Жељезаре Зеница и Скупштине општине Зеница о издвајању специјалистичких машинских одсјека при Металуршком факултету у Зеници у самосталан факултет, основан Машински факултет у Зеници. Два споменута факултета су читав низ година били окосница високог образовања у Зеници и на њима се образовао велики број стручних кадрова који су били ослонац индустрије у зеничком подручју. Сходно потребама развоја науке и њене примјене у пракси на Машинском факултету је 1981. године конституисан Завод за машинство који 1989. године прераста у Институт за машинство Машинског факултета у Зеници.
У периоду до рата у Босни и Херцеговини у Зеници су отварана одјељења факултета Универзитета у Сарајеву, али ова одјељења нису заживјела, тако да су убрзо била и затворена. За време рата, оснивају се нова одјељења, факултети и академије. Тако су једно вријеме у Зеници дјеловала истурена одјељења Електротехничког и Медицинског факултета Универзитета у Тузли, затим одкељење студија криминалистике итд. Сва наведена одјељења су по завршетку рата престала са радом.
Одлуком Предсједништва Републике БиХ, а сходно веома израженој потреби за наставницима разредне наставе, учитељима, на најширем подручју БиХ, дана 10. марта 1994. године у Зеници је основана и Педагошка академија у оквиру Универзитета у Сарајеву. Паралелно са оснивањем Педагошке оснивана је и Исламска педагошка академија у Зеници, а коначну одлуку о њеном оснивању донио је највиши орган Исламске заједнице у БиХ 30. септембра 1993. године.
Поред наведених одјељења и академија у Зеници почињу са радом и одјељења Економског и Правног факултета из Сарајева, а како је потреба за образованим стручним кадровима из ових области бивала све већа, ова одјељења раде и данас. Уз наведене установе у заједницу високог образовања у Зеници улази и Јавна библиотека са читаоницом и својим одјељењима, чија је литература из стручне збирке доступна свим студентима зеничких факултета. Универзитет у Зеници је формиран 18. октобра 2000. године Одлуком Скупштине Зеничко-добојског кантона.

## Факултети
- Економски факултет
- Исламски педагошки факултет
- Машински факултет
- Медицински факултет
- Металуршко-технолошки факултет
- Политехнички факултет
- Правни факултет
- Филозофски факултет